# Carola Häggkvist
Carola Maria Häggkvist, bedre kendt som Carola, (født 8. september 1966), er en svensk sangerinde der har haft stor succes i Melodi Grand Prix, især med sangene Främling og Fångad av en stormvind – sidstnævnte vandt i 1991 Eurovision Song Contest. Hun er bosat i Saltsjöbaden i Stockholms län. Hun har tidligere været gift med den norske prædikant Runar Søgaard.
| Deltagelser i Eurovision Song Contest |         |                        |       |       |
| År                                    | Land    | Sang                   | Plads | Point |
| 1983                                  | Sverige | Främling               | 3     | 126   |
| 1991                                  | Sverige | Fångad av en stormvind | 1     | 146   |
| 2006                                  | Sverige | Invincible             | 5     | 170   |

## Udvalgte sange
- Främling (1983) (nr. 3 i Eurovision Song Contest 1983)
- Tommy tycker om mig (1985)
- Mitt i ett äventyr (1990)
- Fångad av en stormvind (1991) (vinder af Eurovision Song Contest 1991)
- Blott en dag (1998) fra albummet Blott en dag med salmer af Lina Sandell
- När löven faller (2003) – (sangen var blandt de 32 oprindeligt udvalgte sange Melodifestivalen i 2005, men blev diskvalificeret fordi Carola – som havde indspillet demoen – ikke ville synge den selv)
- Evighet/Invincible (2006) (vinder af Melodifestivalen og nr. 5 i Eurovision Song Contest 2006)